# 짐 페리
제임스 에반 페리 주니어(James Evan Perry Jr., 1935년 10월 30일~)는 미국의 프로 야구 선수로, 포지션은 투수였다. 1959년부터 1975년까지 메이저 리그 베이스볼(MLB)의 클리블랜드 인디언스, 미네소타 트윈스, 디트로이트 타이거스, 오클랜드 애슬레틱스에서 선수로 뛰었다. 통산 17시즌 동안 메이저 리그에 몸담으며 215승, 1,576탈삼진, 3.45의 평균자책점을 기록했다. 1970년에는 사이 영 상을 수상했으며, 세 차례 올스타에 선정되었다. 동생인 게일로드 페리와는 1974년과 1975년에 클리블랜드 인디언스에서 팀 동료로 지냈고, 200승 이상 거둔 최초의 형제 선수이자 사이 영 상을 수상한 유일한 형제 선수로 남았다.

## 선수 경력
짐 페리는 미국 노스캐롤라이나주 윌리엄스턴 태생으로, 캠벨 대학교를 다니다 1956년에 클리블랜드 인디언스와 계약을 맺었다. 후일 미국 야구 명예의 전당에 헌액되는 투수 게일로드 페리의 형이기도 했다. 두 형제는 역시 형제인 필 니크로와 조 니크로의 뒤를 이어 두 번째로 합산 통산 승수가 많은 형제로 기록되고 있다. 1959년에 메이저 리그에 데뷔한 짐 페리는 올해의 신인상 투표에서 밥 앨리슨에 이어 2위를 기록했다. 이듬해인 1960년에는 시즌 18승을 기록했다.
짐 페리는 세 차례 올스타에 선정되었고, 24승 12패를 기록한 1970년에는 아메리칸 리그 사이 영 상을 수상했다. 짐과 게일로드 페리는 메이저 리그 역사상 형제 모두 사이 영 상을 수상한 경험이 있는 형제 선수로 남아있다. 1969년에도 20승을 거뒀으며, 5시즌에서 17승 이상을 기록했다. 스위치히터였던 짐 페리는 통산 타율 .199, 5홈런, 59타점을 기록했다. 1973년 7월 3일, 클리블랜드 인디언스의 게일로드 페리와 디트로이트 타이거스의 짐 페리는 같은 경기에 선발투수로 나섰고, 이는 메이저 리그에서 두 선수가 맞대결한 유일한 정규 시즌 경기였다. 경기는 디트로이트가 5–4로 승리하면서 게일로드 페리가 패전을 떠안았는데, 이날 디트로이트의 4번 타자로 나선 놈 캐시가 2개의 홈런을 터뜨리며 팀의 승리에 일조했다.
2021년에 자크 플레삭이 단일 시즌에서 세 차례 상대팀이 노히터를 기록했을 때의 선발투수로 기록되기 전까지, 짐 페리는 메이저 리그 역사상 세 차례 노히터 경기에서 상대 선발투수였던 유일한 선수였다.
현재 짐 페리는 스탠 코벨레스키와 함께 215승으로 메이저 리그 통산 다승 순위 92위에 이름을 올리고 있다.

## 은퇴
오클랜드 애슬레틱스에서 마지막 시즌을 마친 뒤 현역에서 은퇴한 짐 페리는 노스캐롤라이나주에 있는 자택으로 돌아갔고, 현재는 골프 토너먼트와 같은 자선 행사에 참여하며 활발히 활동하고 있다. 짐 페리의 아들인 크리스 페리는 PGA 투어에서 우승 경력이 있는 프로 골프 선수이다.
2011년 6월 11일, 페리는 미네소사 트윈스 명예의 전당에 헌액되어 미네소타 트윈스 홈 경기 전에 열린 헌액식에 참석했다. 이 행사에는 로드 커루, 버트 블라일레븐, 릭 아길레라, 게리 가이에티, 톰 켈리, 짐 랜츠, 토니 올리바 등 명예의 전당에 헌액된 회원들이 참석했다.
2012년 11월 11일, 캠벨 대학교는 리노베이션을 마친 자신들의 야구장 이름을 짐 페리 스타디움으로 명명한다고 발표했다. 페리는 1956년부터 1959년까지 캠벨 대학교에 재학했다.